# Пам'ятки історії Хорошівського району
У Хорошівському районі Житомирської області на обліку перебуває 64 пам'ятки історії.
| №п/п | Охоронний номер | Найменування пам'ятки                                                                   | Адреса                                                  | Рік            | Автор                          | № рішення про взяття на державний облік | Фото |
| ---- | --------------- | --------------------------------------------------------------------------------------- | ------------------------------------------------------- | -------------- | ------------------------------ | --------------------------------------- | ---- |
| 1.   | 218             | Братська могила радянських воїнів. Кількість похованих невідома                         | смт Хорошів, Хорошівська сел. рада, на західній околиці | 1965           | _                              | № 390 від 08.10.1992 р.                 |      |
| 2.   | 1521            | Братська могила радянських воїнів та пам'ятник воїнам — односельчанам. Поховано 68 осіб | смт Хорошів, Хорошівська сел. рада, в центрі            | 1977           | Нечуйвітер В. І., Марчук М. Г. | № 388 від 06.09.1976 р.                 |      |
| 3.   | 1520            | Братська могила радянських воїнів та пам'ятник воїнам — односельчанам. Поховано 6 осіб  | с. Березівка, Березівська с/р, в центрі                 | 1965           | _                              | № 388 від 06.09.1976 р.                 |      |
| 4.   | 219             | Група (4) братських могил радянських воїнів. Поховано 26 осіб                           | с. Галинівка, Топорищенська с/р, на кладовищі           | 1965           | _                              | № 442 від 29.09.1969 р.                 |      |
| 5.   | 220             | Братська могила радянських воїнів. Поховано 42 особи                                    | с. Гацьківка, Кропивнянська с/р, в центрі               | 1967           | _                              | № 442 від 29.09.1969 р.                 |      |
| 6.   | 225             | Могила Пелеха О. М. — радянського воїна                                                 | с. Гацьківка, Кропивнянська с/р, на кладовищі           | 1972           | _                              | № 390 від 08.10.1992 р.                 |      |
| 7.   | 1938            | Пам'ятник воїнам — односельчанам                                                        | с. Грушки, Грушківська с/р, в центрі                    | 1965           | _                              | № 559 від 26.12.1979 р.                 |      |
| 8.   | 1532            | Братська могила радянських воїнів. Кількість похованих невідома                         | с. Грушки, Грушківська с/р, на кладовищі                | 1965           | _                              | № 390 від 08.10.1992 р.                 |      |
| 9.   | 1522            | Братська могила радянських воїнів. Поховано 13 осіб                                     | с. Гута-Добринь, Добриньська с/р, в центрі              | 1960           | _                              | № 388 від 06.09.1976 р.                 |      |
| 10.  | 2552            | Пам'ятник спаленому селу                                                                | с. Гута-Добринь, Добриньська с/р, при в'їзді в село     | 1983           | _                              | № 468 від 29.10.1983 р.                 |      |
| 11.  | 1939            | Пам'ятник воїнам — односельчанам                                                        | с. Давидівка, Давидівська с/р, в центрі                 | 1976           | _                              | № 559 від 26.12.1979 р.                 |      |
| 12.  | 2787            | Могила Щукова В. І. — радянського воїна                                                 | с. Давидівка, Давидівська с/р, на кладовищі             | 1968           | _                              | № 390 від 08.10.1992 р.                 |      |
| 13.  | 1940            | Пам'ятник воїнам — односельчанам                                                        | с. Дашинка, Дашинська с/р, в центрі                     | 1975           | _                              | № 559 від 26.12.1979 р.                 |      |
| 14.  | 1941            | Пам'ятник воїнам — односельчанам                                                        | с. Дворище, Дворищенська с/р, в парку                   | 1976           | _                              | № 559 від 26.12.1979 р.                 |      |
| 15.  | 1531            | Братська могила радянських воїнів. Поховано 2 особи                                     | с. Дворище, Дворищенська с/р, на кладовищі              | 1964           | _                              | № 388 від 06.09.1976 р.                 |      |
| 16.  | 1942            | Братська могила радянських воїнів. Поховано 7 осіб                                      | с. Добринь, Добриньська с/р, на кладовищі               | 1962           | _                              | № 559 від 26.12.1979 р.                 |      |
| 17.  | 1943            | Братська могила радянських воїнів. Поховано 11 осіб                                     | с. Добринь, Добриньська с/р, на кладовищі               | 1963           | _                              | № 559 від 26.12.1979 р.                 |      |
| 18.  | 1944            | Пам'ятник воїнам — односельчанам                                                        | с. Добринь, Добриньська с/р, біля Будинку культури      |                | _                              | № 559 від 26.12.1979 р.                 |      |
| 19.  | 221             | Братська могила радянських воїнів. Поховано 2 особи                                     | с. Добринь, Добриньська с/р, біля школи                 | 1959           | _                              | № 442 від 29.09.1969 р.                 |      |
| 20.  | 1523            | Братська могила радянських воїнів. Поховано 2 особи                                     | с. Добринь, Добриньська с/р, на кладовищі               | 1964           | _                              | № 388 від 06.09.1976 р.                 |      |
| 21.  | 2788            | Могила радянського воїна                                                                | с. Дубрівка, Суховільська с/р, на кладовищі             | 1968           | _                              | № 390 від 08.10.1992 р.                 |      |
| 22.  | 1524            | Братська могила радянських воїнів. Поховано 6 осіб                                      | с. Ємілівка, Добринська с/р, в центрі                   | 1958           | _                              | № 388 від 06.09.1976 р.                 |      |
| 23.  | 1525            | Могила радянського солдата                                                              | с. Закомірня, Радицька с/р, на кладовищі                | 1968           | _                              | № 388 від 06.09.1976 р.                 |      |
| 24.  | 2789            | Братська могила радянських воїнів. Кількість похованих невідома                         | с. Знам'янка, Рижанська с/р, в центрі                   | 1969           | _                              | № 390 від 08.10.1992 р.                 |      |
| 25.  | 2790            | Могила радянського воїна                                                                | с. Зубринка, Зубринська с/р, в полі                     | 1963           | _                              | № 390 від 08.10.1992 р.                 |      |
| 26.  | 222             | Братська могила радянських воїнів та пам'ятник воїнам — односельчанам. Поховано 6 осіб  | с. Зубринка, Зубринська с/р, біля Будинку культури      | 1965 1976      | _                              | № 442 від 29.09.1969 р.                 |      |
| 27.  | 1945            | Братська могила радянських воїнів. Поховано 115 осіб                                    | с. Зубринка, Зубринська с/р, біля сільради              | 1976           | _                              | № 559 від 26.12.1979 р.                 |      |
| 28.  | 1946            | Пам'ятник воїнам — односельчанам                                                        | с. Калинівка, Поромівська с/р, в центрі                 | 1976           | _                              | № 559 від 26.12.1979 р.                 |      |
| 29.  | 227             | Братська могила радянських воїнів. Поховано 26 осіб                                     | с. Кам'яний Брід, Фасівська с/р, в центрі               |                | _                              | № 442 від 29.09.1969 р.                 |      |
| 30.  | 1526            | Могила Балмута І. Я. — учасника громадянської війни                                     | с. Кам'яний Брід, Фасівська с/р, в полі                 | 1953           | _                              | № 388 від 06.09.1976 р.                 |      |
| 31.  | 1527            | Братська могила радянських воїнів. Поховано 15 осіб                                     | с. Кам'яний Брід, Фасівська с/р, на кладовищі           | 1965           | _                              | № 388 від 06.09.1976 р.                 |      |
| 32.  | 1947            | Братська могила радянських воїнів. Поховано 12 осіб                                     | с. Комарівка, Топорищенська с/р, на кладовищі           | 1965 1976      | _                              | № 559 від 26.12.1979 р.                 |      |
| 33.  | 1948            | Могила Даниліна Г. І. — радянського воїна                                               | с. Комарівка, Топорищенська с/р, на кладовищі           | 1965 1976      | _                              | № 559 від 26.12.1979 р.                 |      |
| 34.  | 226             | Братська могила радянських воїнів. Поховано 16 осіб                                     | с. Коритище, Топорищенська с/р, в центрі                | 1947 1965      | _                              | № 442 від 29.09.1969 р.                 |      |
| 35.  | 1949            | Група (2) могил радянських воїнів. Поховано 2 особи                                     | с. Краївщина, Краївщинська с/р, на кладовищі            |                | _                              | № 559 від 26.12.1979 р.                 |      |
| 36.  | 224             | Братська могила радянських воїнів. Поховано 102 особи                                   | с. Красногірка, Небізька с/р                            | 1962           | _                              | № 442 від 29.09.1969 р.                 |      |
| 37.  | 2791            | Могила Белькова П. А.                                                                   | с. Кропивня, Кропивнянська с/р, на кладовищі            | 1963           | _                              | № 390 від 08.10.1992 р.                 |      |
| 38.  | 2792            | Могила Литвинчука В.                                                                    | с. Кропивня, Кропивнянська с/р, на кладовищі            | 1968           | _                              | № 390 від 08.10.1992 р.                 |      |
| 39.  | 2486            | Братська могила радянських воїнів. Поховано 2 особи                                     | с. Крук, Суховільська с/р, на кладовищі                 | 1964           | _                              | № 388 від 06.09.1976 р.                 |      |
| 40.  | 2793            | Могила Марченка А. — радянського воїна                                                  | с. Курчанці, Дашинська с/р, на кладовищі                | 1970           | _                              | № 390 від 08.10.1992 р.                 |      |
| 41.  | 228             | Братська могила радянських воїнів. Поховано 22 особи                                    | с. Лизник, Топорищенська с/р, в центрі                  | 1965 1974      | _                              | № 442 від 29.09.1969 р.                 |      |
| 42.  | 229             | Братська могила радянських воїнів. Поховано 24 особи                                    | с Небіж, Небізька с/р, на кладовищі                     | 1965           | _                              | № 442 від 29.09.1969 р.                 |      |
| 43.  | 1528            | Братська могила радянських воїнів. Поховано 14 осіб                                     | с. Небіж, Небізька с/р, в центрі                        | 1970           | _                              | № 388 від 06.09.1976 р.                 |      |
| 44.  | 1530            | Братська могила радянських воїнів. Поховано 43 особи                                    | с. Нова Борова, Новоборівська с/р, у сквері             | 1976           | _                              | № 388 від 06.09.1976 р.                 |      |
| 45.  | 1950            | Пам'ятник воїнам — односельчанам                                                        | с. Поромівка, Поромівська с/р, в центрі                 | 1975           | _                              | № 559 від 26.12.1979 р.                 |      |
| 46.  | 231             | Братська могила радянських воїнів. Поховано 65 осіб                                     | с. Рудня-Фасова, Фасівська с/р, в центрі                | 1947           | _                              | № 442 від 29.09.1969 р.                 |      |
| 47.  | 230             | Братська могила радянських воїнів. Поховано 7 осіб                                      | с. Рижани, Рижанська с/р, біля школи                    | 1965 1976      | _                              | № 442 від 29.09.1969 р.                 |      |
| 48.  | 2794            | Братська могила радянських воїнів. Кількість похованих невідома                         | с. Рижани, Рижанська с/р, на кладовищі                  | 1965           | _                              | № 390 від 08.10.1992 р.                 |      |
| 49.  | 2795            | Могила радянського воїна                                                                | с. Рижани, Рижанська с/р, на кладовищі                  | 1965           | _                              | № 390 від 08.10.1992 р.                 |      |
| 50.  | 2796            | Могила радянського воїна                                                                | с. Рижани, Рижанська с/р, на кладовищі                  | 1965           | _                              | № 390 від 08.10.1992 р.                 |      |
| 51.  | 1529            | Могила Ковальчука О. В. — радянського воїна                                             | с. Сколобів, Сколобівська с/р, на кладовищі             | 1948 1976      | _                              | № 388 від 06.03.1976 р.                 |      |
| 52.  | 1951            | Пам'ятник воїнам — односельчанам                                                        | с. Сколобів, Сколобівська с/р, біля клубу               | 1969           | _                              | № 559 від 26.12.1979 р.                 |      |
| 53.  | 1952            | Братська могила радянських воїнів. Поховано 3 особи                                     | с. Ставки, Зубринська с /р, на кладовищі                | 1976           | _                              | № 559 від 26.12.1979 р.                 |      |
| 54.  | 232             | Братська могила радянських воїнів. Поховано 28 осіб                                     | с. Старий Бобрик, Ягодинська с/р, біля школи            | 1947 1985      | _                              | № 442 від 29.09.1969 р.                 |      |
| 55.  | 233             | Братська могила радянських воїнів. Поховано 6 осіб                                      | с. Суховоля, Суховольська с/р, на кладовищі             | 1945 1966      | _                              | № 442 від 29.09.1969 р.                 |      |
| 56.  | 1953            | Пам'ятник воїнам — односельчанам                                                        | с. Суховоля, Суховольська с/р, в центрі                 | 1966           | _                              | № 559 від 29.09.1969 р.                 |      |
| 57.  | 234             | Братська могила радянських воїнів. Поховано 52 особи                                    | с. Топорище, Топорищенська с/р, на кладовищі            | 1965           | _                              | № 442 від 29.09.1969 р.                 |      |
| 58.  | 235             | Братська могила радянських воїнів та партизан. Поховано 19 осіб                         | с. Турчинка, Ягодинська с/р, біля школи                 | 1945 1968 1981 | _                              | № 442 від 29.09.1969 р.                 |      |
| 59.  | 236             | Братська могила радянських воїнів. Поховано 65 осіб                                     | с. Фасова, Фасівська с/р, в центрі                      | 1965           | _                              | № 442 від 29.09.1969 р.                 |      |
| 60.  | 2797            | Могила радянського воїна                                                                | с. Фасова, Фасівська с/р, на кладовищі                  | 1965           | _                              | № 390 від 08.10.1992 р.                 |      |
| 61.  | 2553            | Місце, де вів гарматний вогонь Козак І. О. — Герой Радянського Союзу                    | між с. Фасова і с. Кам'яний Брід, Фасівська с/р         | 1975           | _                              | № 468 від 29.09.1983 р.                 |      |
| 62.  | 1954            | Могила Швида В. Г. — радянського воїна                                                  | с. Човнова, Зубринська с/р, на кладовищі                | 1945 1976      | _                              | № 559 від 26.12.1979 р.                 |      |
| 63.  | 223             | Братська могила радянських воїнів. Поховано 5 осіб                                      | с. Ягодинка, Ягодинська с/р, на кладовищі               | 1945           | _                              | № 442 від 29.09.1969 р.                 |      |
| 64.  | 2798            | Братська могила радянських воїнів. Кількість похованих невідома                         | с. Ягодинка, Ягодинська с/р, в лісі                     | 1981           | _                              | № 390 від 08.10.1992 р.                 |      |
|      |                 |                                                                                         |                                                         |                |                                |                                         |      |